# Halowe Mistrzostwa Czech w Lekkoatletyce 2006
Halowe Mistrzostwa Czech w Lekkoatletyce w 2006 – halowe zawody lekkoatletyczne organizowane przez Český atletický svaz, które odbyły się 25 i 26 lutego w Pradze.

## Rezultaty
| PB - rekord życiowy \| SB - najlepszy wynik w sezonie \| NR – halowy rekord kraju |

### Mężczyźni
| Konkurencja:              | 1. miejsce                                                      | Rezultat | 2. miejsce                                                   | Rezultat | 3. miejsce                                                    | Rezultat |
| Bieg na 60 m              | Jaroslav Šmotek                                                 | 6,80     | Ondřej Kozlovský                                             | 6,84     | Jan Stokláska                                                 | 6,86     |
| Bieg na 200 m             | Jiří Vojtík                                                     | 21,13    | Rudolf Götz                                                  | 21,39    | Vojtěch Šulc                                                  | 21,47    |
| Bieg na 400 m             | Filip Klvaňa                                                    | 47,85    | Michal Uhlík                                                 | 48,29    | Ondřej Daněk                                                  | 48,32    |
| Bieg na 800 m             | Richard Svoboda                                                 | 1:51,60  | Martin Hrstka                                                | 1:51,75  | Jiří Kubalák                                                  | 1:52,08  |
| Bieg na 1500 m            | Vladimír Bartůněk                                               | 3:52,14  | Tomáš Harom                                                  | 3:53,51  | Petr Doubravský                                               | 3:53,58  |
| Bieg na 3000 m            | Václav Janoušek                                                 | 8:19,63  | Michael Nejedlý                                              | 8:22,29  | Jakub Holuša                                                  | 8:23,16  |
| Bieg na 60 m przez płotki | Stanislav Sajdok                                                | 7,70     | Petr Svoboda                                                 | 7,88     | Pavel Ďurica                                                  | 7,99     |
| Sztafeta 4 × 400 m        | Slavia Praha Michal Uhlík Petr Habásko Josef Prorok Rudolf Götz | 3:14,85  | Olymp Praha Petr Braniš Marek Hrubý Ondřej Daněk Jiří Vojtík | 3:15,85  | TEPO Kladno Pavel Jiráň Miroslav Kaplan Jan Mazanec Jan Hanzl | 3:16,70  |
| Skok wzwyż                | Svatoslav Ton                                                   | 2,21     | Tomáš Janků                                                  | 2,18     | Jiří Křehula                                                  | 2,18     |
| Skok o tyczce             | Štěpán Janáček                                                  | 5,50     | Adam Ptáček                                                  | 5,46     | Michal Balner                                                 | 5,36     |
| Skok w dal                | Tomáš Pour                                                      | 7,82     | Štěpán Wagner                                                | 7,58     | Michal Čada                                                   | 7,39     |
| Trójskok                  | Jakub Hůrka                                                     | 15,39    | Antonín Petr                                                 | 15,27    | Martin Vachata                                                | 15,20    |
| Pchnięcie kulą            | Antonín Žalský                                                  | 19,63    | Remigius Machura                                             | 19,06    | Vladislav Tuláček                                             | 16,93    |
| Siedmiobój                | Milan Kohout                                                    | 5525     | Dominik Špiláček                                             | 5425     | Jakub Chomát                                                  | 5331     |

### Kobiety
| Konkurencja:              | 1. miejsce                                                                  | Rezultat | 2. miejsce                                                                  | Rezultat | 3. miejsce                                                                   | Rezultat |
| Bieg na 60 m              | Iveta Mazáčová                                                              | 7,47     | Kristina Bažatová                                                           | 7,51     | Štěpánka Klapáčová                                                           | 7,52     |
| Bieg na 200 m             | Štěpánka Klapáčová                                                          | 24,15    | Kristina Bažatová                                                           | 24,37    | Jitka Bartoničková                                                           | 24,66    |
| Bieg na 400 m             | Jitka Bartoničková                                                          | 53,6     | Zuzana Hejnová                                                              | 53,6     | Zuzana Bergrová                                                              | 54,9     |
| Bieg na 800 m             | Petra Lochmanová                                                            | 2:05,43  | Tereza Šedivá                                                               | 2:09,08  | Dana Šatrová                                                                 | 2:10,47  |
| Bieg na 1500 m            | Marcela Lustigová                                                           | 4:38,40  | Petra Ivanová                                                               | 4:38,92  | Tereza Čapková                                                               | 4:39,10  |
| Bieg na 3000 m            | Lenka Ptáčková                                                              | 9:29,28  | Barbora Kuncová                                                             | 9:48,49  | Monika Preibischová                                                          | 9:50,01  |
| Bieg na 60 m przez płotki | Petra Seidlová                                                              | 8,21     | Lucie Martincová                                                            | 8,23     | Denisa Ščerbová                                                              | 8,50     |
| Sztafeta 4 × 400 m        | USK Praha Lenka Ostravská Gabriela Proroková Zuzana Bergrová Zuzana Hejnová | 3:44,74  | SSK Vítkovice Markéta Pernická Zuzana Málková Jana Slaninová Eva Follnerová | 3:50,65  | Slavia Praha Lucie Jašová Kristina Volfová Tereza Čapková Jitka Bartoničková | 3:55,66  |
| Skok wzwyż                | Barbora Laláková                                                            | 1,92     | Romana Dubnova                                                              | 1,89     | Iva Straková                                                                 | 1,89     |
| Skok o tyczce             | Pavla Hamáčková                                                             | 4,35     | Kateřina Baďurová                                                           | 4,13     | Jiřina Ptáčníková                                                            | 4,13     |
| Skok w dal                | Denisa Ščerbová                                                             | 6,44     | Jana Korešová                                                               | 6,18     | Martina Darmovzalová                                                         | 6,16     |
| Trójskok                  | Šárka Kašpárková                                                            | 13,60    | Martina Darmovzalová                                                        | 13,46    | Eva Doležalová                                                               | 12,82    |
| Pchnięcie kulą            | Jana Kárníková                                                              | 15,78    | Andrea Valešová                                                             | 14,95    | Klára Chytrá                                                                 | 14,95    |
| Pięciobój                 | Jana Korešová                                                               | 3997     | Lucie Kostnerová                                                            | 3931     | Marie Burešová                                                               | 3904     |